# 堀勉
堀 勉（ほり べん、1953年5月25日 - ）は、日本の俳優、元子役。東京都出身。身長170cm、体重70kg。趣味は旅行、南京玉すだれ、ツイスト。近年は片仮名表記のホリベン名義での活動が目立つ。

## 人物・来歴
- 1974年 - 拓殖大学在学中に東京キッドブラザースに入団し、ニューヨーク、ロンドン公演のあと退団。
- 1975年 - 深水三章、河西健司、巻上公一らと共にミスタースリムカンパニーの創設に参加。

テレビ、映画で活躍するかたわらズロース・ブラザーズというユニットを結成しライブ活動も行っている。また独自に考案した南京玉簾パフォーマンスで、老人ホームなどでボランティア公演も積極的に行っている。

## 出演

### テレビドラマ
NHK
- 大河ドラマ
  - 黄金の日日（1978年）
  - 西郷どん（2018年） - 水野忠央
- 土曜時代劇『早筆右三郎』（1978年）
- 新宿鮫 無間人形（1994年）
- 連続テレビ小説
  - すずらん（1999年）
- クロスロード（2016年、BSプレミアム）

日本テレビ
- 太陽にほえろ!
  - 第420話「あなたは早瀬婦警を妻としますか」（1980年） - 本山弘
  - 第551話「すご腕ボギー」（1983年） - マーケット強盗犯
- 日曜はダメ!!（1982年）レギュラー
- 天まであがれ! 2（1983年） - 落合力也
- 風の中のあいつ（1984年）レギュラー
- 25歳たち・危うい予感（1984年） - 加東
- 刑事物語'85 第2話「テレビスター殺人事件」（1985年）
- 誇りの報酬
  - 第7話「女を追うなら徹底的に」（1985年） - 目撃者（黄ブルゾン）
  - 第29話「白バイを撃て!」（1986年） - 大場茂
- あぶない刑事
  - 第8話「偽装」（1986年）
  - 第39話「迷走」（1987年） - 江尻恒雄
- あきれた刑事 第18話（1988年） - 熊野商事構成員
- もっとあぶない刑事 第15話「不惑」（1989年） - 改造拳銃ディーラー
- 華麗なる追跡 THE CHASER（1989年）
- 新婚物語（1989年）準レギュラー
- 勝手にしやがれヘイ!ブラザー第3話（1989年）
- 透明人間（1996年）
- さむらい探偵事件簿 第12話「意地張り女の秘密」（1996年）
- ラビリンス（1999年）
- 火曜サスペンス劇場
  - 追跡（1997年）
  - 密告電話（1998年） - 塩原警部補 役
  - 悪魔の花嫁（1992年）
  - だます女だまされる女（2000年・2005年） - 谷刑事
- 水曜ドラマ
  - 雲の階段（2013年）
- D-NEXT
  - 赤い靴（2013年） - 相沢刑事
- イノセンス 冤罪弁護士（2019年）

TBS
- チャコちゃん社長（1964年）レギュラー（ムシバ 役）
- Gメン'75
  - 第190話「真犯人はこうして作られる」（1979年） - 松尾
  - 第213話「ニューカレドニアの逃亡者」（1979年） - チンピラ
  - 第330話「19歳の金髪美女強盗団」（1981年） - 牧野
- ナースステーション（1991年）準レギュラー
- 離婚パーティー（1993年）準レギュラー
- 月曜ドラマスペシャル
  - 警察官の妻たち（1991年）
  - 松本清張特別企画・夜光の階段（1995年）
  - 私、味方です（1995年）
- 愛の劇場
  - パパ・レンタル中（1998年）準レギュラー
  - 家族になろうよ!（1999年）レギュラー
- 池袋ウエストゲートパーク（2000年）
- 月曜ミステリー劇場
  - 探偵 左文字進7（2003年） - 喫茶店の客
- こちら本池上署（2004年）
- サラリーマン金太郎4（2004年） - 佐々木源治
- 税務調査官・窓際太郎の事件簿20（2010年） - 比嘉裕久 役
- 水戸黄門第43部 第2話「人情長屋で待つ女 -品川-」（2011年） - 三助
- 十津川警部シリーズ46「特急『草津』殺人迷路」（2012年） - 内田直也
- 捜査指揮官 水城さや2（2014年） - 山崎刑事
- 警視庁機動捜査隊216VII「悪意の果て」（2017年） - 戸部
- 黒革の手帖（2017年）

フジテレビ
- 華麗なる刑事 第23話「女豹走る」（1977年）
- 大空港
  - 第7話「暗号名 ジャッカルを追え!」（1978年）
  - 第37話「バクダン刑事登場!」（1979年）
- 月曜ドラマランド
  - とことんトシコ（1984年）
  - 特別機動少女隊ホールドアップ（1984年） - 藤原
- ライスカレー（1986年）
- 金曜ドラマシアター「追われる女」（1988年）
- 男と女のミステリー 「飢餓海峡」（1988年） - 木島
- 踊る大捜査線スペシャル（1997年）
- お見合い結婚（2000年）
- 涙をふいて（2000年）準レギュラー
- 金曜プレステージ「ハマの静香は事件がお好き」（2004年） - 根本良樹
- 鬼嫁日記（2005年）
- スタンドUPスタート（2023）５話、６話
- 監察医 朝顔 2025スペシャル（2025年）-島田洋

テレビ朝日
- 特捜最前線
  - 第32話「殉職・涙と怒りの花一輪」（1977年）-田所勇
  - 第101話「拳銃哀歌I・狼たちは跳んだ!」（1979年）
  - 第102話「拳銃哀歌II・狼たちの決算!」（1979年）
- 西部警察 PART-III 第41話「幻のチャンピオン」（1984年） - 東内の共犯（白ブルゾン）
- 六本木ダンディーおみやさん（1987年）
- 特命係長 只野仁（2004年）
- 着信アリ（2005年）
- モップガール（2007年）
- 土曜ワイド劇場
  - 同居人カップルの殺人推理旅行（1995年） - 野々村清
  - みちのく紅花街道の女（2003年） - 木本繁
  - 新聞記者・鶴巻吾郎（2007年） - 浜田刑事
  - 秋田新幹線「こまち」連続殺人事件（2007年） - 原田京介
  - 終着駅シリーズ「死差路」（2009年）
  - タクシードライバーの推理日誌（27）（2010年） - 工場長の鈴木
  - 女刑事・左近山響子（2011年） - 週刊誌のデスク
  - 逆転報道の女（2013年）
  - 温泉 (秘) 大作戦14（2014年） - 小島刑事
- 相棒
- season6・第8話「正義の翼」（2007年） -  猪俣健吾
- season22・第12話「惡の種」（2024年） - 西川
- 菊次郎とさき（2007年）
- 7人の女弁護士（2008年） - 山下
- 警官の血（2009年） - 恩道隆次
- 崖っぷちのエリー〜この世でいちばん大事な「カネ」の話〜（2010年） - 山田編集長
- BORDER（2014年） - 薮田
- ケイジとケンジ 所轄と地検の24時（2020年） - 前田

テレビ東京
- ザ・スーパーガール 第15話「高校生売春 決死の潜入捜査」（1979年）
- 刑事追う!（1996年）
- 国産ひな娘（1999年）
- 風の少年〜尾崎豊 永遠の伝説〜（2011年）
- 蛇蝎のごとく（2012年）
- 望郷「雲の糸」（2016年）
- 記憶捜査〜新宿東署事件ファイル〜（2019年） - 小酒井
- 新・信濃のコロンボ　追分殺人事件（2020年） - 安原耕三
- 水曜ミステリー9
  - 不幸な雨（2007年）
  - 信濃のコロンボ事件ファイル14（2007年） - 星野祐造
  - 松本清張生誕100年特別企画 黒の奔流（2009年） - 曽根文雄
  - 刑事吉永誠一 涙の事件簿8「虹が消えた交差点」（2011年）
  - 河内刑事と車椅子の美少女探偵2（2013年） - 編集長
- 女と愛とミステリー
  - 断崖（2002年）
  - 犯罪交渉人ゆり子3（2004年） - 洋介
  - 鷹宮光次朗の旅情事件簿（2006年） - 白崎巌
- 月曜プレミア8 今野敏サスペンス 憐情 警視庁強行犯係・樋口顕（2022年）

WOWOW
- 幻夜 第1話・第2話（2010年）
- 連続ドラマW 鵜頭川村事件（2022年）

### 映画
- 女高生 天使のはらわた（1978年）
- ふりむけば愛（1978年）
- ウォータームーン（1989年）
- マルタイの女（1997年）
- 惨殺せよ（1991年）
- パチンコ物語（1990年）
- NOBODY（1994年）
- 河童（1994年）
- 女飼い（1996年）
- DEAD OR ALIVE 犯罪者 （1999年）
- KILLERS キラーズ「CANDY」（2003年）
- STRAIGHT TO HEAVEN 〜天国へまっしぐら〜（2008年）ズロース・ブラザーズ
- なくもんか（2009年）
- 6月6日（2013年）
- さらば あぶない刑事（2016年）
- サブちゃん（2016年）
- 探偵はどこにでもいる（2019年）

- SWANEE 野毛探偵事務所（2021年）

### オリジナルビデオ
- クライムハンター シリーズ（1989年・1990年）
  - クライムハンター 裏切りの銃弾（1989年） - ラッツ
  - クライムハンター3 皆殺しの銃弾（1990年） - 弁慶
- タフ PART I -誕生篇-（1990年）
- 凶悪の紋章（1990年）
- 女飼い2（1996年）
- 闇金の帝王 銀と金7 裏競馬地獄（1996年）
- 東京ジャンクシティ（1997年）
- Another XX ダブルエックス マトリの女（1998年）
- 仁義 JINGI（1999年）
- 修羅の挽歌（2012年）
- 日本やくざ抗争史 広島抗争1・2（2015年）
- 日本統一12（2015年） - 平山組組長 平山
- 制覇 第二部（2015年）- 難波組若頭補佐 井ノ元亘
- 若頭暗殺（2015年） - 虎天満一家総長　三好理作
- プラチナ代紋（2016年）
- 極道天下布武1・4（2017年） - 信州 村上組組長 村上義春

### CM
- ホッカイロ
- シャープビデオ
- チノン・ベラミ
- TOTO
- 明星チャルメラ（声）
- ロッテ・カントリー（声）

### 舞台
- 横浜開港150周年記念公演『マリア・ルス号事件』（2009年8月）
- 横浜キッドブラザース公演「冬のシンガポール」（2010年7月）
- 横浜キッドブラザース公演「街のメロス」（2010年12月）
- 横浜キッドブラザース公演「哀しみのキッチン」（2011年7月）
- 劇団レクラム舎公演「S町の物語」（2012年5月）